# De kinderen
De kinderen is een stripalbum dat voor het eerst is uitgegeven in 2004 met Jean-Philippe Stassen als schrijver, tekenaar en inkleurder. Deze uitgave werd uitgegeven door Dupuis in de collectie vrije vlucht.